# La Pomme (film, 1969)
Pour les articles homonymes, voir La Pomme.
Pour plus de détails, voir Fiche technique et Distribution.
La Pomme est un film suisse réalisé par Michel Soutter et sorti en 1969. C’est son troisième long-métrage.

## Synopsis
Laura une jeune allemande revient pour huit jours à Genève, à la rencontre de son premier amour et parce qu’elle a faim. Simon l’attend. « En Allemagne », dit-elle, « quand on écoute de la musique, on n’ose pas manger ». Simon est correcteur dans un journal local. Il voudrait reprendre l’histoire de leur amour à zéro.
Marcel, le patron de Simon, offrira à Laura cette sorte d’amour que Simon lui refuse. C’est un journaliste de la jet-set genevoise et un parfait symbole de la complaisance suisse. Il vit dans une villa de banlieue qu’il appelle son « refuge contre les révolutions, les guerres civiles, les crises et les coups d’État ».
Simon se vengera comme il peut. Un drame triangulaire amer se développe entre eux, alors que la haine de Simon pour Marcel et le monde qu’il représente ne cesse de croître.

## Fiche technique
- Titre : La Pomme
- Réalisation : Michel Soutter
- Scénario : Michel Soutter
- Directeur photo : Simon Edelstein
- Musique : Jacques Olivier
- Assistant réalisateur : Ernst Bertschi et Michel Schopfer
- Montage : Éliane Heimo
- Production : Michel Soutter, Groupe 5 et Télévision suisse romande
- Distributeur : Arada Film
- Durée : 98 minutes
- Année : 1969

## Distribution
- Elsbeth Schoch : Laura
- André Widmer : Marcel, le journaliste
- Arnold Walter : Simon, le premier amour
- Claudine Berthet : Claudine, l’amie de Laura
- Daniel Stuffel : l’ami de Claudine
- Antoine Bordier : l’employé du gaz
- Pierre Holdener : le contestataire
- François Rochaix : un monsieur
- Dominique Catton : l’ami du journaliste

## Accueil critique
On peut lire dans Le Monde du 12 septembre 1991 : « La Pomme, James ou pas, tous les autres films de Michel Soutter, allaient recouper, sous d'autres jours, cette voie si personnelle. Ce cinéma continuait de ne pas se "chosifier". Il se confondait avec le for intérieur de chacun de nous. Comme les vues indécises, mais poignantes que nous nous faisons lorsque nous lisons un grand écrivain, un grand poète. C'était pourtant le cinéma, en toute liberté, sans mélange. C'était du cinéma pur, le partage de l'imagination de Michel Soutter ».
La revue anglaise Spectacle indique : « La Pomme a été comparée au court-métrage Le père Noël a les yeux bleus de Jean Eustache (1967) avec Jean-Pierre Léaud pour sa capacité à capter toutes les nuances du bonheur et du malaise des adolescents indécis. Au-delà, Michel Soutter filme des instantanés de la fin des années 1960 à Genève. Le film est un commentaire acerbe sur l'inertie satisfaite et suffisante de la bourgeoisie suisse, et une mise en accusation de la profession journalistique. Comme le dit son personnage de Simon, la Suisse a le cul carrément placé sur le tiers-monde ».